# Tedjini Haddam
Tedjini Haddam (Tremecén, Argelia, 11 de enero de 1921-Tremecén, 20 de marzo de 2000) fue un político y médico argelino. Es médico de formación, especializado en cirugía torácica y cardiovascular.

## Biografía
Estudió, en paralelo con la escuela francesa, en Dar El Hadith, escuela fundada por la Asociación de Ulemas Musulmanes Argelinos. Durante este período, fue líder del movimiento de la Organización de los Hermanos Musulmanes de Argelia (OHMA) en Tremecén. Obtuvo su doctorado en medicina en París en 1952, luego trabajó en Suecia y luego en los Estados Unidos antes de unirse, en 1954, al Frente de Liberación Nacional de Argelia en Constantina. Fue encarcelado en Constantino y luego condenado a muerte en ausencia después de su fuga. Luego se mudó a Túnez en 1956, en Túnez, donde dirigió el departamento de cirugía general y cardiopulmonar del hospital Sadiki. Será el responsable del Servicio Sanitario de la Base A, asignado por el Comité de Coordinación y Ejecución en 1957.
Con la independencia, se unió al hospital Mustapha Pacha en Argel antes de comenzar una larga carrera política como Vicepresidente de la Asamblea Constituyente, Ministro de Habous, Ministro de Salud y dos veces Embajador.
Desde 1989 hasta 1992, Haddam fue rector de la Gran Mezquita de París.
En febrero de 1992, Haddam participó en el establecimiento del estado de excepción en Argelia como miembro del Alto Comité de Estado.

## Funciones
1962-1963: Vicepresidente de la Asamblea Constituyente.
1964-1965: Ministro de Asuntos Religiosos de Argelia.
1965-1965: Ministro de Habous luego de salud pública luego de ex muyahidines (veteranos) luego de asuntos sociales.
1965-1970: Ministro de Salud Pública.
1970-1975: Embajador de Argelia en Túnez.
1982-1986: Embajador de Argelia en Arabia Saudita.
1989-1992: Rector del Instituto Musulmán de la Gran Mezquita de París, Presidente de la Sociedad de Habous y Santos Lugares del Islam (adscrito a la Gran Mezquita).
1992-1994, miembro del Alto Comité de Estado (ACE, autoridad política provisional instituida por el presidente Chadli Bendjedid, disuelta por su sucesora Liamine Zeroual, para gestionar los asuntos del Estado argelino durante la Década Negra).

## Posteridad
El Hospital Bir El Ater, uno de los campus universitarios de la Universidad de los Hermanos Mentouri de Constantina, la Facultad de Ciencias de la Universidad Abou Bekr Belkaid de Tremecén, así como una residencia universitaria en Tremecén llevan su nombre.